# 즉흥극

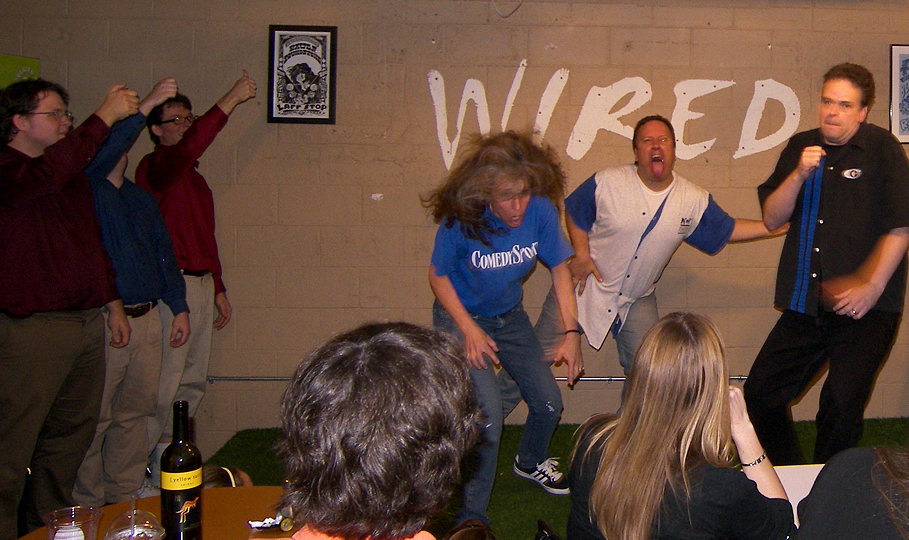
즉흥극

즉흥극(卽興劇)은 사전 준비 없이 즉흥적으로 연출되는 연극을 말한다.
공연의 대부분 또는 전부가 계획되지 않았거나 대본 없이 공연자가 자발적으로 만든 연극, 종종 희극의 한 형태이다. 가장 순수한 형태의 대화, 액션, 스토리 및 캐릭터는 이미 준비된 서면 대본을 사용하지 않고 즉흥 공연이 펼쳐지면서 플레이어가 공동으로 만들어낸다.
즉흥극은 코미디가 아닌 연극 공연뿐만 아니라 즉흥 코미디의 다양한 스타일로 공연에 존재한다. 때때로 영화와 텔레비전에서 캐릭터와 대본을 개발하기 위해, 때로는 최종 결과물의 일부로 사용된다.
즉흥극 기법은 종종 드라마 프로그램에서 무대, 영화 및 TV용 배우를 훈련하기 위해 광범위하게 사용되며 리허설 과정의 중요한 부분이 될 수 있다. 그러나 즉흥극의 기술과 프로세스는 공연 예술의 맥락 밖에서도 사용된다. 응용 즉흥극으로 알려진 이 실습은 교실에서 교육 도구로 사용되며 비즈니스에서는 즉흥극, 앙상블 연주자가 사용하는 의사 소통 기술, 창의적 문제 해결 및 지원 팀워크 능력을 개발하는 방법으로 사용된다. 때때로 심리 치료에서 사람의 생각, 감정 및 관계에 대한 통찰력을 얻기 위한 도구로 사용된다.

## 같이 보기
- 즉흥